# 張堂 (洪武進士)
張堂，河南彰德府安陽縣人，明朝地方官员、進士出身。

## 生平
鄉試十四名。洪武四年（1371年），會試九十五名，登進士三甲，授平陽府太平縣縣丞。